# Єгоров Валерій Ігорович
Вале́рій І́горович Єго́ров (нар. 17 грудня 1989 — 19 лютого 2018) — сержант Збройних сил України, учасник російсько-української війни.

## Життєпис
Народився 1989 року в місті Прилуки (Чернігівська область); 2008-го закінчив Прилуцький гуманітарно-педагогічний коледж імені І. Я. Франка — за спеціальністю педагога-організатора та вчителя початкових класів. Проходив строкову службу у феодосійському батальйоні морської піхоти старшим матросом, на посаді старшого навідника. Паралельно вступив на заочну форму навчання в Національний педагогічний університет імені М. П. Драгоманова (Лубенська філія), де 2010-го отримав диплом бакалавра за спеціальністю «початкове навчання (практична психологія)».
19 березня 2014 року призваний за мобілізацією, спочатку служив у 1-й танковій бригаді старшим навідником мінометного розрахунку, за 2 місяці перевівся до 34-го батальйону «Батьківщина» — щоб бути на передовій. На фронті з липня 2014-го, був командиром гранатометного відділення, спочатку батальйон доправили до Костянтинівки, а 21 липня почався штурм Дзержинська; брав безпосередню участь. Пробув приблизно місяць на позиціях у напрямку Дебальцевого та висоти Гостра Могила, там вперше здійснив розвідувальний рейд. З 1 листопада 2014 року став розвідником; 2015-го брав участь у боях за Зайцеве. 25 грудня 2015 року підписав контракт; сержант, командир розвідувального відділення розвідувального взводу. У вільний час на фронті ковалював.
19 лютого 2018 року загинув під час виконання бойового завдання поблизу селища Піски (Ясинуватський район) — група Єгорова потрапила під обстріл з АГС-17, Валерій зазнав осколкового поранення в голову, ще дві години боровся за життя.
21 лютого 2018-го похований у Прилуках на кладовищі «Новий побут».
Без Валерія лишились батьки і старший брат.

## Нагороди та вшанування
- Указом Президента України № 98/2018 від 6 квітня 2018 року «за особисту мужність і самовіддані дії, виявлені у захисті державного суверенітету та територіальної цілісності України, зразкового виконання військового обов'язку» — нагороджений орденом «За мужність» III ступеня[1]
- 4 квітня 2018 року відбулося відкриття меморіальної дошки в Прилуцькому коледжі честі Валерія Єгорова.